# Meloe rugosus
Meloe rugosus – gatunek chrząszcza z rodziny oleicowatych. Zamieszkuje zachodnią część Eurazji, od Półwyspu Iberyjskiego po Azję Środkową.

## Taksonomia
Gatunek ten opisany został po raz pierwszy w 1802 roku przez Thomasa Marshama. W 1911 roku Edmund Reitter włączył go do nowego podrodzaju Meloe (Eurymeloe). Richard Brent Selander w pracach z 1985 i 1991 roku na podstawie badań morfologii stadiów larwalnych proponował wyniesienie kilku podrodzajów Meloe, w tym Eurymeloe do rangi odrębnych rodzajów. Taka klasyfikacja jednak nie przyjęła się. W 2021 roku Alberto Sánchez-Vialas i współpracownicy opublikowali jednak wyniki molekularnej analizy filogenetycznej Meloini, na podstawie których znów zaproponowano wyniesienie licznych podrodzajów Meloe, w tym Eurymeloe, do rangi odrębnych rodzajów.

## Morfologia

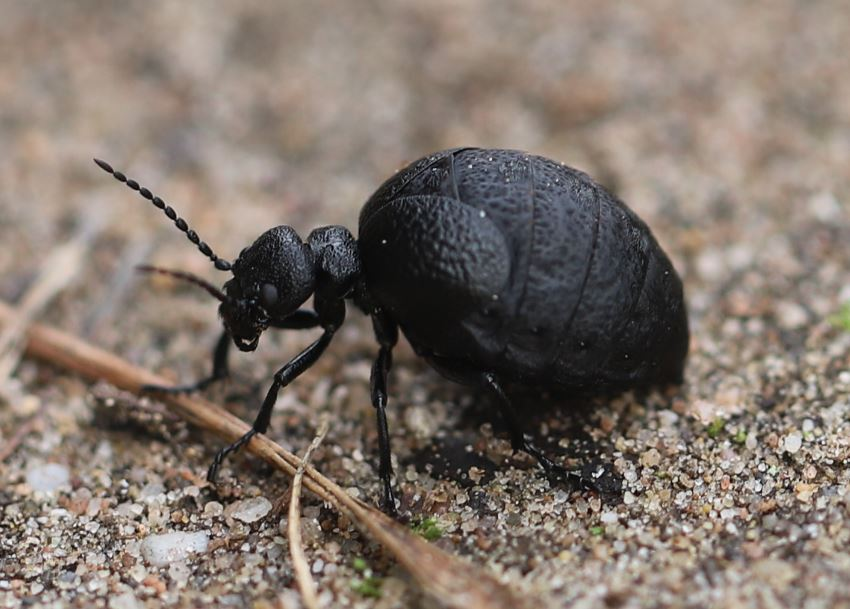
Imago

Chrząszcz o ciele długości od 7 do 22 mm. Ubarwienie ma całkiem czarne i prawie matowe. Czułki są nitkowate, o walcowatych członach równej grubości, z których pierwszy jest dłuższy niż szeroki. Głowa jest duża, wyraźnie szersza od przedplecza. Na czole znajduje się jedno wąskie wgłębienie podłużne i para wgłębień okrągłych, położonych przy nadustku. Ciemię jest uwypuklone ze słabym wklęśnięciem na środku. Za wypukłymi oczami leżą długie skronie. Powierzchnia głowy jest stosunkowo gęsto i drobno punktowana, porośnięta krótkim, przylegającym, czarnym owłosieniem. Przedplecze jest szersze niż dłuższe, w obrysie prostokątne z szeroko zaokrąglonymi i nabrzmiałymi kątami tylnymi. Powierzchnia przedplecza jest punktowana stosunkowo gęsto i drobno, porośnięta krótkim, przylegającym, czarnym owłosieniem. Na środku przedplecza znajduje się podłużne wgłębienie, a jego tylnym brzegiem biegnie wąska listewka krawędziowa. Pokrywy są mocno skrócone, grubo, ale stosunkowo płytko pomarszczone oraz wyraźnie mikrorzeźbione, pozbawione guzków czy wyraźnych punktów. Odnóża ostatniej pary mają biodra tak szerokie jak długie, a golenie o ostrodze wierzchołkowej zewnętrznej dłuższej i grubszej od wewnętrznej. Odwłok jest duży, zwłaszcza u samic silnie rozdęty. Tergity odwłoka są matowoczarne i płytko pomarszczone, każdy ma w pośrodku szerokości, w pobliżu tylnej krawędzi owalne znamię.

## Biologia i ekologia
Owad ten zasiedla stanowiska ciepłe, położone od nizin do niższych gór. Bytuje na skrajach lasów, leśnych polanach, w rzadkich zadrzewieniach, na trawiastych zboczach, łąkach, miedzach, polach i pastwiskach. Osobniki dorosłe obserwuje się od września do listopada oraz od kwietnia do maja. Są fitofagami i żerują na soczystych, zielonych częściach roślin. Jaja składają do gleby. Wylęgają się z nich larwy pierwszego stadium zwane trójpazurkowcami, które wchodzą na kwiaty i tam przyczepiają się do dzikich pszczół. Larwa w czasie przebywania na pszczole żeruje na jej hemolimfie jako pasożyt zewnętrzny, a następnie zostaje pasożytem gniazdowym, najpierw zjadając jajo gospodarza, a potem liniejąc do formy pędrakowatej, żerującej na pyłku i nektarze zgromadzonym przez pszczołę.

## Rozprzestrzenienie i zagrożenie
Gatunek palearktyczny. W Europie znany jest z Hiszpanii, Wielkiej Brytanii (z południowej Anglii), Francji, Belgii, Holandii, Niemiec, Szwajcarii, Liechtensteinu, Austrii, Włoch, Malty, Polski, Czech, Słowacji, Węgier, Ukrainy, Rumunii, Bułgarii, Słowenii, Chorwacji, Bośni i Hercegowiny, Czarnogóry, Serbii, Albanii, Macedonii Północnej, Grecji oraz europejskiej części Rosji. W Azji stwierdzono jego występowanie w Gruzji, Azerbejdżanie, Armenii, Syrii, Kazachstanie, Turkmenistanie, Tadżykistanie, Iranie i Afganistanie.
W Polsce gatunek ten jest rzadki i podawany z nielicznych stanowisk na południu i zachodzie kraju. Na „Czerwonej liście zwierząt ginących i zagrożonych w Polsce” umieszczony został jako gatunek o niedostatecznie rozpoznanym statusie (DD). Z kolei na „Czerwonej liście gatunków zagrożonych Republiki Czeskiej” umieszczony jest jako gatunek bliski zagrożenia (NT).